# Hebberg
Hebberg ist ein Ortsteil der Stadt Attendorn im Kreis Olpe (Nordrhein-Westfalen) und hat 26 Einwohner (Stand 30. Juni 2024).

## Geografie
Hebberg liegt nordwestlich des Kernortes Attendorn im Ebbegebirge an der Grenze zum Märkischen Kreis. Südöstlich liegen Neuenhof und Lichtringhausen. Hausberg ist der 466 m hohe Hebberg.

## Geschichte
Politisch gehörte Hebberg ehemals zum Amt Waldenburg und im Gogericht und Kirchspiel Attendorn zur Bauerschaft Windhausen, der auch umliegende Orte wie Lichtringhausen, Weltringhausen, Windhausen u. a. angehörten. Im Schatzungsregister von 1543 wird in der Winterhuißer Burschafft mit 21 Steuerpflichtigen ein hanß uf dem Heidtberge und ein Johann uf dem Heidtberge mit einer Abgabe von jeweils 1½ Goldgulden genannt. Im Register von 1565 wurden Henrich uff dem Hiertberge mit 2 ort (½ Gg) und Johan sein Vetter mit 1½ Goldgulden besteuert. Während des Dreißigjährigen Krieges im Jahr 1636 der Hof Droste uf dem Hebbergh als verarmtes und wüstes Gut bezeichnet. In einer Urkunde des Klosters Ewig wurde 1638 ein Theves auffm Hebberge erwähnt.
In Hebberg gab es früher zwei Güter, das Drosten Gut, auch vorderstes Gut genannt (erstmals 1610 erwähnt) war 1829 ein Gut erster Klasse. Das Schulten Gut, auch hinterstes Gut genannt (erstmals 1633 erwähnt), gehörte dem Hause Schnellenberg und war 1829 auch ein Gut erster Klasse. Seit Anfang bis Mitte des 19. Jahrhunderts wurde durch Erbe oder Heirat die Familie Cramer Besitzer beider Höfe.
Das Adressbuch von 1929 führt in Hebberg die Namen „Bender, Cramer (10), Damm, Heß, Köhler (2), Mergemann, Meier, Reuber, Reuter und Stuff (3)“ auf. Im Jahre 1936 gab es in Hebberg 7 Wohnhäuser mit 9 Haushaltungen und 56 Einwohner. 1988 hatte der Ort 35 Einwohner.
Ab 1819 gehörte Hebberg im Amt Attendorn zur Gemeinde Attendorn-Land, bis die Gemeinde 1969 in die Stadt Attendorn eingegliedert wurde.

## Religion, Vereine
Hebberg gehört zur Kirchengemeinde Lichtringhausen, Sport und Vereinsleben findet in den größeren Nachbarorten statt.